# 不饱和化合物
不饱和化合物指含有烯键（C=C键）或炔键（C≡C键）的化合物，与饱和化合物相对。最常见的饱和化合物是烷烃，常见的不饱和化合物包括烯烃和炔烃，具体的例子如乙烯酮、烯丙醇、丙烯醛、乙烯、乙炔、丙烯酸、异戊二烯等。它们大多性质活泼，容易在π键处发生加成、氧化和聚合反应。
广义的不饱和化合物也包括芳香族化合物。